# Jozef Vrabec
Jozef Vrabec, pseudonym Janko Halenár (1. dubna 1887 Žilina – ???), byl slovenský a československý politik a meziválečný poslanec Národního shromáždění za Slovenskou ľudovou stranu. Roku 1923 založil vlastní formaci Slovenská křesťansko-sociální strana.

## Biografie
Podle údajů k roku 1920 byl profesí tajemníkem strany v Žilině. Byl legionářem a funkcionářem křesťanských odborů. V této funkci působil od roku 1919. V prosinci 1920 byl v Žilině zakladatelem Krajinského všeodborového sekretariátu křesťanského dělnictva, který fungoval jako odborová organizace přidružená k Slovenské ľudové straně. Tomuto odborovému svazu předsedal od roku 1920 do roku 1922.
V parlamentních volbách v roce 1920 získal poslanecké křeslo v Národním shromáždění. Zvolen byl na společné kandidátce Slovenské ľudové strany (SĽS, pozdější Hlinkova slovenská ľudová strana) a Československé strany lidové. V roce 1921 ovšem slovenští poslanci vystoupili ze společného poslaneckého klubu a nadále již fungovali jako samostatná parlamentní frakce. V letech 1921–1922 se Vrabec podílel na vydávání listu Slovenské ľudové strany Slovenský kresťanský socialista, od roku 1922 působil v listu nazvaném Východný Slovák. Odmítal sbližování ľudové strany se stranami maďarské menšiny jakou byla Zemská křesťansko-socialistická strana (vystoupil tak proti Andreji Hlinkovi) a ve straně se stal představitelem opoziční frakce. V roce 1923 se se svou stranou rozešel. Toho roku odmítl volební soud návrh Slovenské ľudové strany na zbavení jeho mandátu s tím, že SĽS chybí legitimace k žalobě, protože dle mínění soudu kandidoval na kandidátní listině ČSL. Poté, co byl pro své odlišné názory vyloučen ze Slovenské ľudové strany, založil roku 1923 vlastní politickou formaci Slovenská křesťansko-sociální strana. Vrabec se zároveň v roce 1924 stal hospitantem klubu národních demokratů.
Slovenská křesťansko-sociální strana se později sloučila se stranou Československá rolnická jednota do uskupení Národní rolnická jednota. Od roku 1924 byl členem Československé národní demokracie.